# Staatliche Universität Moldau

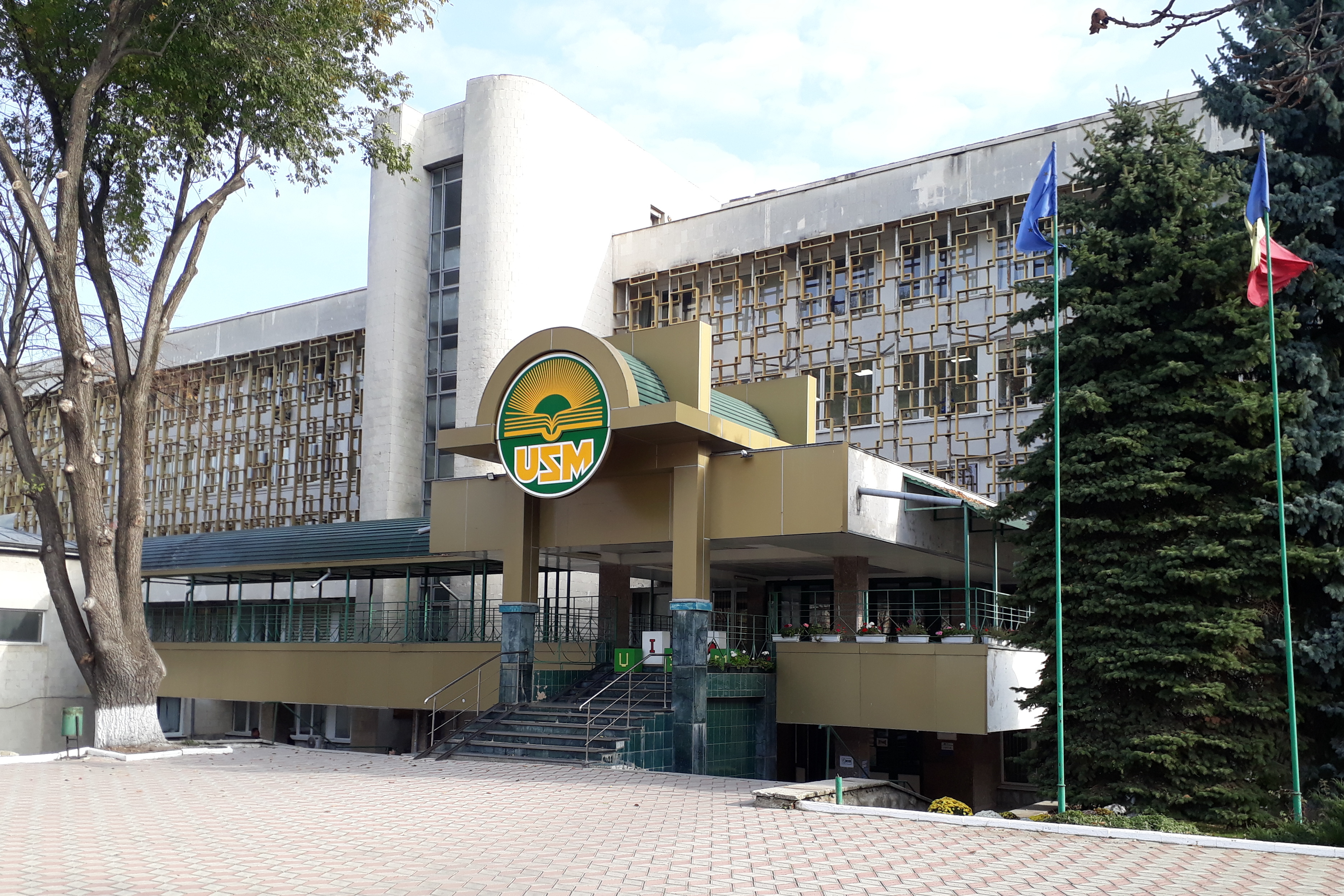
Haupteingang

Die Staatliche Universität Moldau (rumänisch Universitatea de Stat din Moldova, kurz USM) liegt in Chișinău, der Hauptstadt der Republik Moldau. Zur Universität gehören sechs Universitätsgebäude, zehn Studentenwohnheime, eine Universitätsbibliothek, ein Sportpalast, ein Kulturzentrum, eine Mensa sowie mehrere Praktikums- und Freizeiteinrichtungen.

## Geschichte
Die Universität wurde am 1. Oktober 1946 mit dem Namen Universitatea de Stat din Chișinău (deutsch „Staatliche Universität Chișinău“) gegründet. Initiiert wurde die Universitätsgründung von Macarie Radu und Mihail Pavlov. Zu Beginn gab es die fünf Fakultäten Physik und Mathematik, Geologie und Pedologie, Geschichte und Philologie, Biologie sowie Chemie. Im ersten Jahr (1946/1947) waren 320 Studierende eingeschrieben, die von 35 Lehrkräften ausgebildet wurden.
Mit steigendem Bedarf erweiterte die Universität im Laufe der Jahre ihr angebotenes Programm um neue Fakultäten, Abteilungen und Unterabteilungen. 1953 kam die Fakultät für Wirtschaftswissenschaften hinzu, die 2002 neu aufgestellt wurde. Es folgten 1959 die Fakultät für Rechtswissenschaften sowie die Fakultät für Ingenieurwissenschaften und Technologie, 1964 die Fakultät für Fremdsprachen, 1967 die Abteilung für die Ausbildung ausländischer Studenten, 1989 die Fakultät für Journalismus, 1994 die Fakultät für Philosophie und Psychologie, 1995 die Fakultät für Politikwissenschaften und 1973 das Rechenzentrum.
Zwischen 1946 und 1988 gehörte die Universität zum sowjetischen Universitätssystem und wurde von Moskau aus geleitet. Nach dem Zusammenbruch der Sowjetunion wurden das nationale Bildungssystem verändert und die traditionellen Lehren und Lehrformen der Universität modernisiert. Am 19. Januar 1990 erhielt die Universität ihren heutigen Namen. Elf Jahre später wurde die Universität 2001 als erste Hochschule in Moldau akkreditiert.
Im Jahr 2005 hat sich die Universität an moderne Ausbildungsparadigmen angepasst und ist dem Bologna-Prozess beigetreten. Aktuell (2024) werden in dem zweistufigen Bildungssystem 120 Bachelor- und Masterstudiengänge angeboten. Auf dem AD Scientific Index belegt die USM den zweiten Platz der renommiertesten Hochschulen in der Republik Moldau. Der Index nach Murat Alper und Cihan Doger (Universität für Gesundheitswissenschaften in Ankara) basiert auf den Google Scholar h-Index-Werten.

## Aktivitäten
Am 11. Oktober 2011 bekam die Universität den Orden der Republik Moldau verliehen. Er wurde als Zeichen der hohen Wertschätzung für die herausragenden Verdienste bei der Entwicklung der nationalen Hochschulbildung und der Förderung von Hochschulreformen sowie für den Beitrag zur Ausbildung hoch qualifizierter Fachkräfte und junger Forscher vergeben. Für herausragende wissenschaftliche Leistungen wurden 16 Wissenschaftler der USM mit dem Nationalpreis ausgezeichnet, 17 Forscher wurden Jugendpreisträger und 19 sind Träger des AȘM-Preises der Moldauische Akademie der Wissenschaften.
Die Staatliche Universität Moldau engagiert sich in der internationalen Hochschulzusammenarbeit. 1969 trat die Universität der International Association of Universities (IAU) als bevollmächtigtes Mitglied bei. Des Weiteren ist die Universität Mitglied der Agence universitaire de la Francophonie (AUF) und des Eurasischen Universitätsverbandes (EAU). Im Jahr 2011 wurde die USM Mitglied des Consortium of Universities of the Republic of Moldova – Romania – Ukraine (CUMRU) und seit dem 23. November 2018 ist sie assoziiertes Mitglied des Universitätskonsortiums, zu dem die Wirtschaftsakademie Bukarest, die Universität Bukarest, die Babeș-Bolyai-Universität Cluj, die Alexandru-Ioan-Cuza-Universität Iași und die West-Universität Temeswar gehören.
Am 8. Februar 2024 brach im NATO-Informations- und Dokumentationszentrum auf dem Campus der Universität ein Feuer aus. Die Universitätsleitung spricht von einer vorsätzlichen Tat.

## Fakultäten
Zwischen 1946 und heute wurden die Fakultäten umorganisiert. Heute hat die Universität elf Fakultäten.
- Fakultät der Biologie und Geowissenschaften

- Fakultät der Chemie und chemischen Technologie
- Fakultät der Rechtswissenschaften
- Fakultät der Journalismus und Kommunikationswissenschaften
- Fakultät der Physik und Ingenieurwissenschaften
- Fakultät der Geschichte und Philosophie
- Fakultät der Mathematik und Informatik
- Fakultät der Literaturwissenschaften
- Fakultät der Wirtschaftswissenschaften
- Fakultät der Psychologie, Erziehungswissenschaften, Soziologie und Sozialarbeit
- Fakultät der Internationale Beziehungen, Politikwissenschaften und öffentliche Verwaltung

## Bekannte Professoren
- Valentin Danilovich Belousov (1925–1988), sowjetischer und moldauischer Mathematiker sowie korrespondierendes Mitglied der Akademie der Pädagogischen Wissenschaften der Sowjetunion (1968)[9]
- Nicolae Corlăteanu (1915–2005), moldauischer Linguist, ordentliches Mitglied der Akademie der Wissenschaften in Moldawien[10]
- Nicolae Dimo (1873–1959), moldauischer Wissenschaftler auf dem Gebiet der Pedologie und Bodenerosion, ordentliches Mitglied der Akademie der Agrarwissenschaften der Sowjetunion
- Israel Gohberg (1928–2009), sowjetisch-israelischer Mathematiker, beschäftigte sich mit Funktionalanalysis und Matrizentheorie[11]
- Mihail Pavlov-Nițu (1889–1961), Physiker, Doktor der Philosophie an der Universität Lemberg (1928), erster Direktor der Pädagogischen Fakultät in Chișinău (1940), Gründer der Fakultät für Physik und Mathematik an der USM, erster Leiter der Physikabteilung der Agraruniversität Chișinău in den Nachkriegsjahren
- Juri Jewgenjewitsch Perlin (1917–1990), russisch-moldauischer Festkörperphysiker und Hochschullehrer

## Bekannte Absolventen
- Valentina Bidrug-Lungu (* 1961), Wissenschaftlerin und außerordentliche Professorin im Bereich Genderstudien an der Staatlichen Universität Moldau, Gründerin und Präsidentin von Gender Centru, einer Nichtregierungsorganisation, welche die moldauische Gesellschaft über Genderthemen aufklären möchte[12]
- Samuel Yeboah Mensah (* 1955), Physiker und Professor an der University of Cape Coast in Ghana, Forschungen im Bereich Theoretischer Physik, Mathematischer Physik und Festkörperphysik[13][14]
- Vladimir Cuc, moldauischer Diplomat